# Clifford Grant
Sir Clifford Grant, né en 1929 dans le Cheshire et mort en février 2014 à Osborne Park (en),, est un juge britannique, président de la Cour suprême des Fidji de 1974 à 1980.

## Biographie
Fils de médecin et né dans une famille d'ascendance juive polonaise, il naît prématuré, avec un frère jumeau qui ne survit pas. Il grandit à Wallasey jusqu'en 1939, date à laquelle ses parents, craignant une invasion nazie du Royaume-Uni, émigrent avec leur famille brièvement aux États-Unis (où il poursuit sa scolarité à Montclair), puis à la Barbade, avant de retourner au Royaume-Uni avant la fin de la Seconde Guerre mondiale. Clifford Grant suit son enseignement secondaire à Liverpool avant d'étudier le droit à l'université de Liverpool.
Il pratique le métier d'avocat à Londres, puis accepte d'être posté comme magistrat à Mombassa au Kenya, alors colonie britannique. Il y épouse une infirmière écossaise. En 1963 le couple est posté à Hong-Kong, où il est également magistrat, puis en 1967 aux Fidji, également une colonie britannique mais s'acheminant vers l'indépendance. Les Fidji accèdent à l'indépendance en 1970, et Clifford Grant y devient cette même année juge à la Cour suprême. Le 1er mars 1974, il succède à Sir John Nimmo (en) comme président de la cour,. Fait chevalier en 1977, il conseille le gouverneur général Ratu George Cakobau au sujet de la crise constitutionnelle qui fait suite aux élections législatives fidjiennes de mars 1977.
À la demande du Premier ministre Ratu Sir Kamisese Mara, qui veut que le président de la Cour suprême soit autochtone, il démissionne en 1980 et s'installe à Perth, en Australie-Occidentale, où il devient juge à la Cour de magistrats de l'Australie-Occidentale. Il en devient le président. Il meurt en 2014 à Osborne Park, en Australie-Méridionale.